# David Guzmán
David Alberto Guzmán Pérez (født 18. februar 1990 i San José, Costa Rica), er en costaricansk fodboldspiller (defensiv midtbane). Han spiller for Portland Timbers i Major League Soccer. Han har tidligere spillet en årrække for Deportivo Saprissa i hjemlandet.

## Landshold
Guzmán debuterede for Costa Ricas landshold 1. juni 2010 i en venskabskamp mod Schweiz. Han var en del af landets trup til VM 2018 i Rusland.